# Das blaue Flämmchen

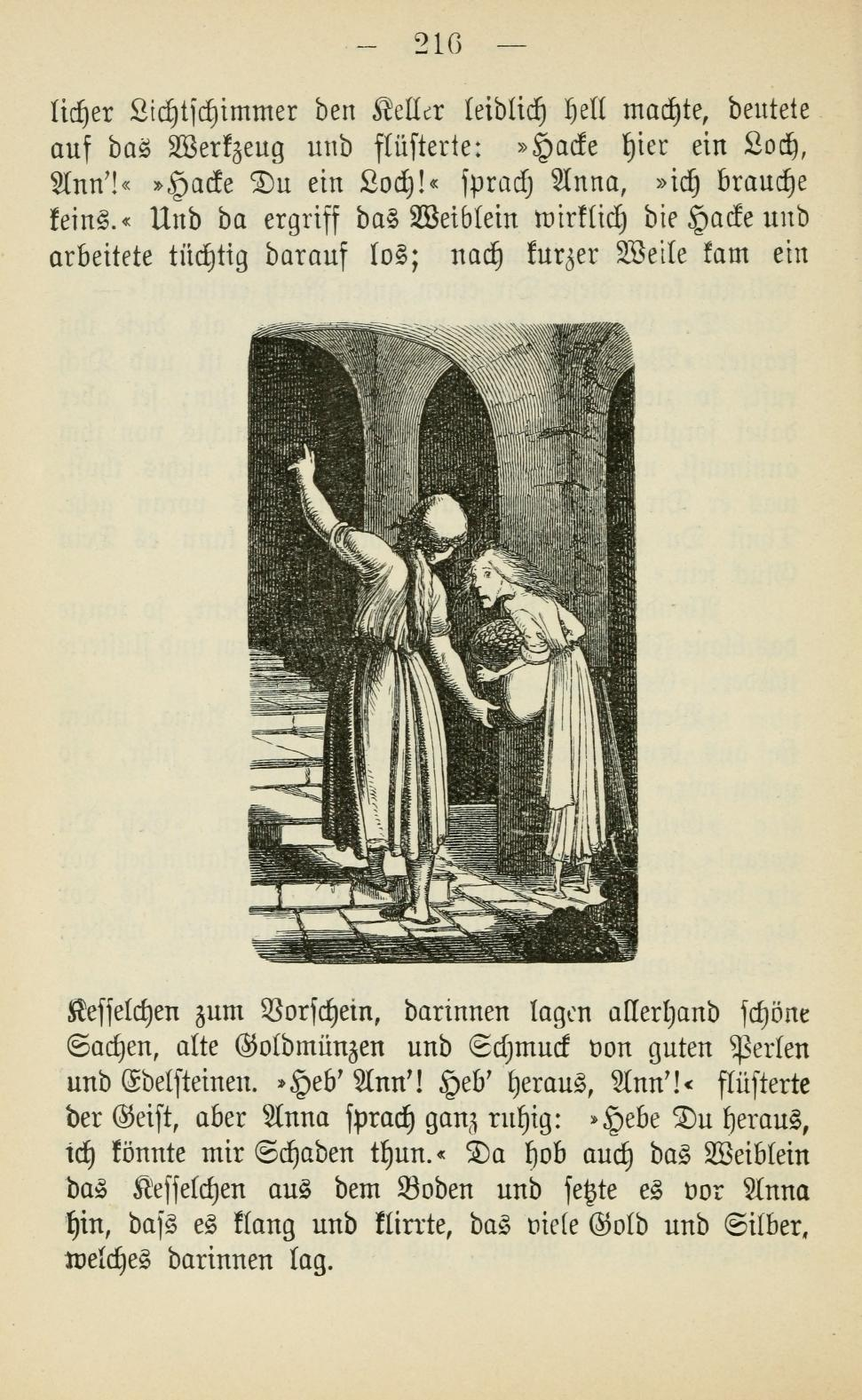
Illustration, 1890

Das blaue Flämmchen ist ein Märchen. Es steht in Ludwig Bechsteins Neues deutsches Märchenbuch an Stelle 34 und stammt aus Johann Wilhelm Wolfs Hessische Sagen von 1853 (Nr. 145: Erlöste Seele).

## Inhalt
Bei einem alten Mann bleibt kein Diener, weil es spukt. Die neue Magd Anna merkt erst nichts, dann sieht sie nachts ein blaues Lichtchen ums Bett tanzen, das flüstert: „Geh Ann, geh Ann!“ Auf Rat des Pfarrers folgt sie dem Geist, nimmt aber nichts an, tut nichts auf Befehl und geht nicht voran. Das Licht wird zur kleinen weißen Frau, die im Keller einen Schatz hebt. Anna geht zu Bett. Sie segnet die Frau, die wird selig, Anna ist reich, und es spukt nicht mehr.

## Herkunft
Bechstein nennt die Quelle bei Wolf, und dass keine Verwandtschaft mit Grimms Das blaue Licht besteht. Wolf vermerkt „Mündlich“, sein Text ist etwas kürzer. Die Seele erscheine oft als Licht oder als kleines Kind. Bechstein formuliert etwas aus, mit mehr wörtlichen Reden: „Schließ auf, Ann!“ und „Hacke hier ein Loch, Ann!“, die sagt ungerührt „Hacke du ein Loch!“ … „ich brauche keins.“ Das blaue Flämmchen zeigt den Spuk an, vgl. Musäus’ dritte Legende von Rübezahl und Liebestreue. Thematisch vergleichbar sind Grimms Der gestohlene Heller oder Die Mahlzeit des Geistlichen.